# Перки (Брестская область)
Перки́ (бел. Пяркі) — деревня в Кобринском районе Брестской области Белоруссии. Входит в состав Хидринского сельсовета.
По данным на 1 января 2016 года население составило 79 человек в 38 домохозяйствах.
В деревне расположен магазин.

## География
Деревня расположена на южном берегу реки Мухавец, в 10 км к западу от города и станции Кобрин, в 34 км к востоку от Бреста, на автодороге М1 Брест-Минск.
На 2012 год площадь населённого пункта составила 0,24 км² (24 га).

## История
Населённый пункт известен с XVI века. В разное время население составляло:
- 1999 год: 36 хозяйств, 106 человек;
- 2009 год: 79 человек;
- 2016 год[2]: 38 хозяйств, 79 человек;
- 2019 год[1]: 58 человек.